# Coucy-lès-Eppes
Coucy-lès-Eppes é uma comuna francesa na região administrativa de Altos da França, no departamento de Aisne. Estende-se por uma área de 6,03 km². Em 2010 a comuna tinha 638 habitantes (densidade: 105,8 hab./km²).